# Johannes Sleidanus

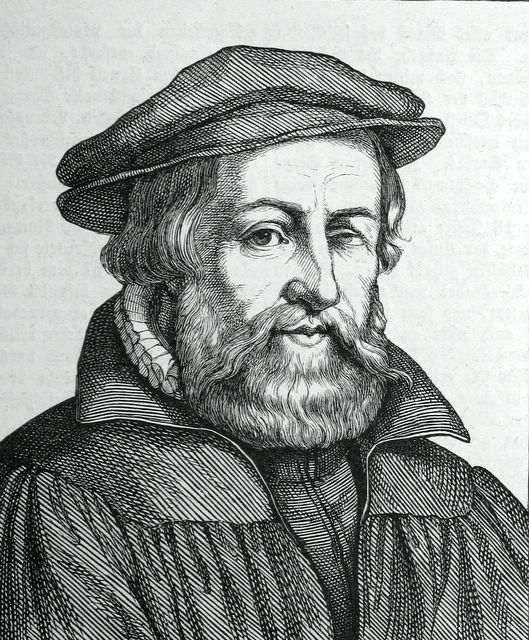
Johannes Sleidanus

Johannes Sleidanus (noto anche con gli appellativi di Sleidanus o Sleidan; Schleiden, 1506 – Strasburgo, 31 ottobre 1556) è stato uno storico lussemburghese e annalista della riforma protestante.

## Biografia
Nacque a Schleiden, allora parte del Ducato del Lussemburgo, parte dei Paesi Bassi spagnoli (non lontano da Aquisgrana). Studiò lingue antiche e letteratura a Liegi e Colonia, e giurisprudenza a Parigi e Orléans.
Mentre era tra gli  umanisti di Liegi, adottò il protestantesimo ed entrò al servizio del cardinale Jean du Bellay, venendo impiegato nei futili negoziati della corte francese per fare un'alleanza con i protestanti tedeschi contro l'imperatore Carlo V. Nel 1542 si stabilì a Strasburgo.
Sleidanus era abituato a copiare tutti i documenti, ai quali ebbe accesso, che interessavano la Riforma, e Martin Bucer, che aveva visto la sua collezione, propose a Filippo d'Assia di nominarlo storico della Riforma, dandogli uno stipendio e l'accesso a tutti i documenti necessari. Dopo qualche ritardo, i capi della Lega di Smalcalda accettarono la proposta, e Sleidanus iniziò la sua grande opera, finendo il primo volume nel 1545.
In quell'anno fu richiamato in diplomazia, e se ne andò in Inghilterra per una ambasciata francese a  Enrico VIII. Mentre era lì raccolse diverso materiale per la sua storia. Al suo ritorno rappresentò Strasburgo alle diete di Francoforte e Worms e si recò a a Marburgo per esplorare gli archivi di Filippo d'Assia.
La guerra della lega di Smalcalda interferì con il suo lavoro, impedendo anche il pagamento di Sleidanus, che in difficoltà chiese aiuto all'Inghilterra e per intercessione di Thomas Cranmer ottenne una pensione annuale da  Edoardo VI, che, tuttavia non fu mai pagata.
Nel 1551 Sleidanus andò al Concilio di Trento come rappresentante di Strasburgo, con l'incarico di rappresentare anche le città imperiali di Esslingen, Ravensburg, Reutlingen, Biberach e Lindau. Poco dopo divenne un funzionario della città di Strasburgo, e terminò il suo magnum opus nel 1554, anche se la mancanza di denaro e altre disgrazie lo costrinse a ritardare la stampa. Sleidanus morì in povertà a Strasburgo nell'ottobre del 1556.
Il libro apparve nel corso dell'anno precedente come Commentariorum de statu religionis et reipublicae, Carolo V. Caesare, libri XXVI.; venne tradotto in italiano nel 1557, in inglese da John Daus nel 1560 e da G. Bohun nel 1689. Venne redatto con una certa cura per l'imparzialità, ma questo approccio non piacque a nessuno, nemmeno a Filippo Melantone. Rimane una preziosa storia contemporanea dei tempi della Riforma, e contiene una vasta collezione di documenti.